# Agapetus nivodacus
Agapetus nivodacus är en nattsländeart som beskrevs av Ivanov 1992. Agapetus nivodacus ingår i släktet Agapetus och familjen stenhusnattsländor. Inga underarter finns listade i Catalogue of Life.